# Stenalcidia plenaria
Stenalcidia plenaria là một loài bướm đêm trong họ Geometridae.